# New York Film Critics Circle Awards 1999
La 65ª edizione della cerimonia dei New York Film Critics Circle Awards, annunciata il 16 dicembre 1999, si è tenuta il 9 gennaio 2000 ed ha premiato i migliori film usciti nel corso del 1999.
Con questa edizione viene introdotto la categoria del miglior film d'animazione.

## Vincitori e candidati

### Miglior film
- Topsy-Turvy - Sotto-sopra (Topsy-Turvy), regia di Mike Leigh
- American Beauty, regia di Sam Mendes
- Essere John Malkovich (Being John Malkovich), regia di Spike Jonze
- Una storia vera (The Straight Story), regia di David Lynch

### Miglior regista
- Mike Leigh - Topsy-Turvy - Sotto-sopra (Topsy-Turvy)
- David Lynch - Una storia vera (The Straight Story)
- Sam Mendes - American Beauty

### Miglior attore protagonista
- Richard Farnsworth - Una storia vera (The Straight Story)
- Russell Crowe - Insider - Dietro la verità (The Insider)
- Jim Broadbent - Topsy-Turvy - Sotto-sopra (Topsy-Turvy)

### Miglior attrice protagonista
- Hilary Swank - Boys Don't Cry
- Julianne Moore - Fine di una storia (The End of the Affair)
- Janet McTeer - In cerca d'amore (Tumbleweeds)

### Miglior attore non protagonista
- John Malkovich - Essere John Malkovich (Being John Malkovich)
- Jamie Foxx - Ogni maledetta domenica (Any Given Sunday)
- Christopher Plummer - Insider - Dietro la verità (The Insider)

### Miglior attrice non protagonista
- Catherine Keener - Essere John Malkovich (Being John Malkovich)
- Chloë Sevigny - Boys Don't Cry

### Miglior sceneggiatura
- Alexander Payne e Jim Taylor - Election

### Miglior film in lingua straniera
- Tutto su mia madre (Todo sobre mi madre), regia di Pedro Almodóvar • Spagna/Francia

### Miglior film di saggistica
- Buena Vista Social Club, regia di Wim Wenders
- Mr. Death: The Rise and Fall of Fred A. Leuchter, Jr., regia di Errol Morris

### Miglior film d'animazione
- South Park - Il film: più grosso, più lungo & tutto intero (South Park: Bigger, Longer & Uncut), regia di Trey Parker
- Il gigante di ferro (The Iron Giant), regia di Brad Bird
- Toy Story 2 - Woody e Buzz alla riscossa (Toy Story 2), regia di John Lasseter, Lee Unkrich ed Ash Brannon

### Miglior fotografia
- Freddie Francis - Una storia vera (The Straight Story)
- Emmanuel Lubezki - Il mistero di Sleepy Hollow (Sleepy Hollow)

### Miglior opera prima
- Spike Jonze - Essere John Malkovich (Being John Malkovich)
- Kimberly Peirce - Boys Don't Cry
- Sam Mendes - American Beauty

### Menzione speciale
- Manny Farber